# Kraplak tmavý
Kraplak tmavý je název umělecké barvy „červeného“ vzezření. Tuto barvu znají umělci používající olej či temperu. Její číselný kód je 1032 a chemicky se jedná o organický monoazopigment.